# Canon EOS 6D
La Canon EOS 6D és una càmera rèflex digital de 35 mm (Full Frame) fabricada per Canon. Aquesta, va ser anunciada el 17 de setembre de 2012 amb un preu de venta suggerit de 1.699€ només cos, i 1.799€ amb l'objectiu Canon EF 40 mm f/2,8 STM.
Aquesta, va ser la primera càmera de la gamma "economica" Full Frame de Canon. Esta pensada per fotografía d'alta qualitat, però les seves prestacions en enfocament, ràfega o vídeo son baixes.
Va ser reemplaçada per la 6D Mark II el 2017.

## Característiques[4]
Les seves característiques més destacades són:
- Sensor d'imatge CMOS Full Frame de 20,2 megapíxels
- Processador d'imatge DIGIC 5+
- 11 punts d'autoenfocament, amb un per detecció de fase
- Disparo continu de 4,5 fotogrames per segon
- Sensibilitat ISO 100 - 25.600 (ampliable fins a L: 50 H: 51.200 i H2: 102.400)
- Gravació de vídeo: Full HD 1080p fins a 25/30 fps i 720p a 50/60 fps
- Pantalla LCD de 3,0" d'1.040.000 píxels
- Visor amb un 97% de cobertura
- Connexió Wi-Fi
- Bateria LP-E6N

## Premis
L'European Imaging and Sound Association (EISA) va atorgar el premi com a la millor càmera rèflex avançada 2013-14.

## Actualitzacions
El 2014 Canon, va llançar l'actualització de firmware V1.1.6, la qual va millorar els següents aspectes:
- Corregeix l'error en què la càmera no pot utilitzar primer el punt AF central per enfocar, quan la selecció del punt AF està configurada com a automàtica en el mode AF AI Servo.
- Corregeix l'error en el qual usant alguns objectius, l'enfocament no es pot ajustar finament quan es dispara a distància amb EOS Utility.

## Accessoris compatibles
- Tots els objectius amb muntura EF
- Flaixos amb muntura Canon
- Targetes de memoria SD, SDHC i SDXC
- Empunyadura BG-E13[6]
- Cable mini HDMI (tipus C)